# Grassmann-szám
A matematikai fizikában a Grassmann-szám (hívják antikommutáló számnak is) egy {\displaystyle \theta _{i}} mennyiség, amelyik antikommutál más Grassmann-számokkal, de kommutál rendes {\displaystyle x_{j}} számokkal,
{\displaystyle \theta _{i}\theta _{j}=-\theta _{j}\theta _{i}\qquad \theta _{i}x_{j}=x_{j}\theta _{i}.}
A fentiek miatt bármely Grassmann-szám négyzete 0:
{\displaystyle \theta _{i}\theta _{i}=0.\,}
A Grassmann-számok egy halmaza által generált algebra neve Grassmann-algebra (vagy külső algebra). n, lineárisan független Grassmann-szám által generált Grassmann-algebra dimenziója 2n. Ezek a fogalmak mind Hermann Grassmannról kapták a nevüket. Az 1 dimenziós Grassmann-számok a duális számok.
A Grassmann-algebrák a szuperkommutatív algebrák prototípusai. Ezek páros és páratlan változókra széteső algebrák, ahol a páros elemek kommutálnak, a páratlanok pedig antikommutálnak.

## Mátrix reprezentáció
A Grassmann-számok mindig felírhatók mátrixokkal. Tekintsük például a két Grassmann-szám ({\displaystyle \theta _{1}} és {\displaystyle \theta _{2}}) által generált Grassmann-algebrát 
Ezek a Grassmann-számok 4×4-es mátrixokkal reprezentálhatók:
{\displaystyle \theta _{1}={\begin{bmatrix}0&0&0&0\\1&0&0&0\\0&0&0&0\\0&0&1&0\\\end{bmatrix}}\qquad \theta _{2}={\begin{bmatrix}0&0&0&0\\0&0&0&0\\1&0&0&0\\0&-1&0&0\\\end{bmatrix}}\qquad \theta _{1}\theta _{2}=-\theta _{2}\theta _{1}={\begin{bmatrix}0&0&0&0\\0&0&0&0\\0&0&0&0\\1&0&0&0\\\end{bmatrix}}}
Általában egy n generátoron alapuló Grassmann-algebra 2n × 2n-es mátrixokkal reprezentálható. Fizikai értelemben, ezekre a mátrixokra gondolhatunk úgy, mint Hilbert-téren ható keltő operátorokra n azonos fermionnal a betöltési állapotban. 
Minden fermion betöltési száma 0 vagy 1, 2n számú betöltési állapot lehetséges. Matematikailag ezek a mátrixok tekinthetők olyan lineáris operátoroknak, amelyek bal külső szorzásnak felelnek meg a Grassmann-algebrán magán.

## Alkalmazások
A kvantumtérelméletben Grassmann-számokat használnak a fermionmezők útintegráljának definiálására. A Berezin-integrálokat szintén Grassmann-számokon definiálják.
A Grassmann-számok alapvetőek a szupertér (lásd szuperszimmetria) definiálásakor, ahol antikommutáló koordináták szerepét játsszák.